# Desa Rorurangga
Desa Rorurangga är en administrativ by i Indonesien.   Den ligger i provinsen Nusa Tenggara Timur, i den centrala delen av landet, 1 600 km öster om huvudstaden Jakarta. Desa Rorurangga ligger på ön Pulau Ende.